# Poljanci (Oprisavci)
Poljanci su naselje u Brodsko-posavskoj županiji u sastavu općine Oprisavci.

## Zemljopis
Poljanci se nalazi zapadno od Oprisavci na cesti prema Trnjanskim Kutima i Slavonskom Brodu.

## Stanovništvo
Prema popisu stanovništva iz 2011. godine Poljanci su imali 255 stanovnika. 
| broj stanovnika | 212   | 239   | 221   | 239   | 250   | 348   | 312   | 313   | 355   | 389   | 373   | 346   | 301   | 290   | 276   | 255   | 210   |
|                 | 1857. | 1869. | 1880. | 1890. | 1900. | 1910. | 1921. | 1931. | 1948. | 1953. | 1961. | 1971. | 1981. | 1991. | 2001. | 2011. | 2021. |